# Varennes tourangelles
Les varennes tourangelles sont un territoire traditionnel correspondant aux terres d'alluvions de la vallée de la Loire, en amont et en aval de Tours.